# De Steenen Kamer
De Steenen Kaamer is de naam van een dwarshuisboerderij aan de Nedereindseweg 561 in het gehucht Rijnenburg in de gemeente IJsselstein. Het ligt precies op de gemeentegrens tussen IJsselstein, Montfoort en Utrecht en naast de kruising van de Nedereindseweg met de N228.
In 1762 wordt melding gemaakt van herberg 'De Steenen Kaamer' aan de Hollandse IJssel.
Oorspronkelijk was het de naam van een versterkt huis dat op deze plaats heeft gestaan. Overblijfselen van deze versterking bevinden zich nog in de oostelijke helft van het pand. De in meerdere bouwperioden tot stand gekomen boerderij bestaat uit een wit geschilderd, gepleisterd dwarshuis met onderkelderde opkamer en voorhuis, onder een met rode dakpannen gedekt zadeldak. De dakkap bestaat deels uit staande- en liggende delen die zijn voorzien van zestiende-eeuwse telmerken.
Stenenkamer is een benaming voor een huis of boerderij van baksteen met een oorsprong in de middeleeuwen. Er zijn in Nederland ongeveer veertig, vaak niet meer bestaande, gebouwen onder die naam bekend. Een stenenkamer kon functioneren als grensversterking en als vluchtmogelijkheid.
Bushalte De Steenen Kaamer van lijn 107 was vernoemd naar de nabijgelegen boerderij. Deze is in 2021 opgeheven. 